# ال‌ا دایردر (پی ۲۰)
ال‌ا دایردر(پی ۲۰) (به انگلیسی: LÉ Deirdre (P20)) یک کشتی بود که طول آن ۵۶٫۱ متر (۱۸۴ فوت) overall بود. این کشتی در سال ۱۹۷۲ ساخته شد.